# Аббас II Хільмі
Аббас II Хільмі-паша (араб. عباس حلمي الثاني ʿAbbās Ḥilmī Pāshā; 14 липня 1874, Александрія — 19 грудня 1944, Женева, Швейцарія) — останній хедив Єгипту (8 січня 1892 — 19 грудня 1914), пра-пра-правнук Мухаммеда Алі. Крім рідної турецької, він володів також арабською, англійською, французькою та німецькою мовами.

## Біографія
Ще бувши дитиною, Аббас II Хільмі, відвідав Англію, та й потому в Каїрі деякий час мав наставником англійця.
Згодом майбутній правитель навчався у школі в Лозанні, а звідти потрапив до Theresianum у Відні.
Під час навчання у Відні, 7 січня 1892, надійшла звістка про смерть його батька — хедива Тауфіка. Таким чином, Аббас прийняв титул хедива Єгипту.
У 1913 прийняв конституцію, що передбачала створення парламента. Але вже наступного, 1914-го, правителя змістив султан Гусейн Каміль.
Другий шлюб (укладено в 1910, розірвано в 1913) з угорською аристократкою Маріанною Торок фон Сендро (англ. May Torok von Szendro)(1877—1968), батьки якої народилися і працювали в Ужгороді, в ісламі взяла ім'я Зюбейда Кавідан Ханім (араб. جاويدان هانم).
Помер Аббас II Хільмі-паша в Женеві 19 грудня 1944.